# Hugo Dellien
Hugo Dellien (ur. 16 czerwca 1993 na Trinidadzie) – boliwijski tenisista, reprezentant kraju w Pucharze Davisa.

## Kariera tenisowa
Zawodowym tenisistą Dellien został w 2011. Od tego czasu wygrał dziewięć turniejów o randze ATP Challenger Tour.
Od roku 2010 reprezentuje Boliwię w Pucharze Davisa.
W rankingu gry pojedynczej najwyżej był na 64. miejscu (1 sierpnia 2022), a w klasyfikacji gry podwójnej na 185. pozycji (2 lutego 2015).

### Zwycięstwa w turniejach ATP Challenger Tour w grze pojedynczej
| Końcowy wynik | Nr | Data                | Turniej    | Nawierzchnia | Przeciwnik           | Wynik finału     |
| ------------- | -- | ------------------- | ---------- | ------------ | -------------------- | ---------------- |
| Zwycięzca     | 1. | 22 kwietnia 2018    | Sarasota   | Ceglana      | Facundo Bagnis       | 2:6, 6:4, 6:2    |
| Zwycięzca     | 2. | 6 maja 2018         | Savannah   | Ceglana      | Christian Harrison   | 6:1, 1:6, 6:4    |
| Zwycięzca     | 3. | 3 czerwca 2018      | Vicenza    | Ceglana      | Matteo Donati        | 6:4, 5:7, 6:4    |
| Zwycięzca     | 4. | 10 marca 2019       | Santiago   | Ceglana      | Wu Tung-lin          | 5:7, 7:6(1), 6:1 |
| Zwycięzca     | 5. | 30 czerwca 2019     | Mediolan   | Ceglana      | Danilo Petrović      | 7:5, 6:4         |
| Zwycięzca     | 6. | 3 października 2021 | Lima       | Ceglana      | Camilo Ugo Carabelli | 6:3, 7:5         |
| Zwycięzca     | 7. | 14 listopada 2021   | Montevideo | Ceglana      | Juan Ignacio Londero | 6:0, 6:1         |
| Zwycięzca     | 8. | 13 marca 2022       | Santiago   | Ceglana      | Alejandro Tabilo     | 6:3, 4:6, 6:4    |
| Zwycięzca     | 9. | 12 marca 2023       | Santiago   | Ceglana      | Thiago Seyboth Wild  | 3:6, 6:3, 6:3    |